# フラワーヒルミュージアム
フラワーヒルミュージアムは、和歌山県紀の川市にある華岡青洲をテーマとする博物館。青洲の里を構成する施設の1つ。
展示室は、華岡青洲と春林軒に関する資料が展示されており、建物と映像で華岡青洲をテーマに展示する春林軒とは展示内容を補完しあう関係にある。
施設は建築家黒川紀章による設計で、華岡青洲ゆかりのマンダラゲの花をモチーフにしたとされる。

## 主な展示品
- 華岡青洲の愛用品等 - 眼鏡、筆 、羽織・袴、薬草の押し葉標本
- 華岡青洲肖像画
- 春林軒の手術用具・標本・門人に関する資料等 - 百味箪笥、バヨネット剪刀、コロンメス 、弓鋸。先反鉗子、金鋸、直剪刀、裁断刀、物差、穿刺針、鳥嘴方鉗子 乳岩図譜 、丸散方考・乳岩方筌 、乳癌姓名録（写） 、門人録（写） 、入門請負一礼之事、春林軒家塾掟、薬研、用箪子、往診駕籠、通仙散構成薬草、瘍科瑣言、春林軒丸散録（写）、華岡先生口授・外科正宗紀聞、青洲先生整骨図法（写） 、矢言、申語、杉田玄白書簡(写)、奥伝誓約文之事、膀胱結石物差 、標本（手術で摘出した弾丸、腐骨、歯牙、唾石）

## 施設
- ホール
- 展示室

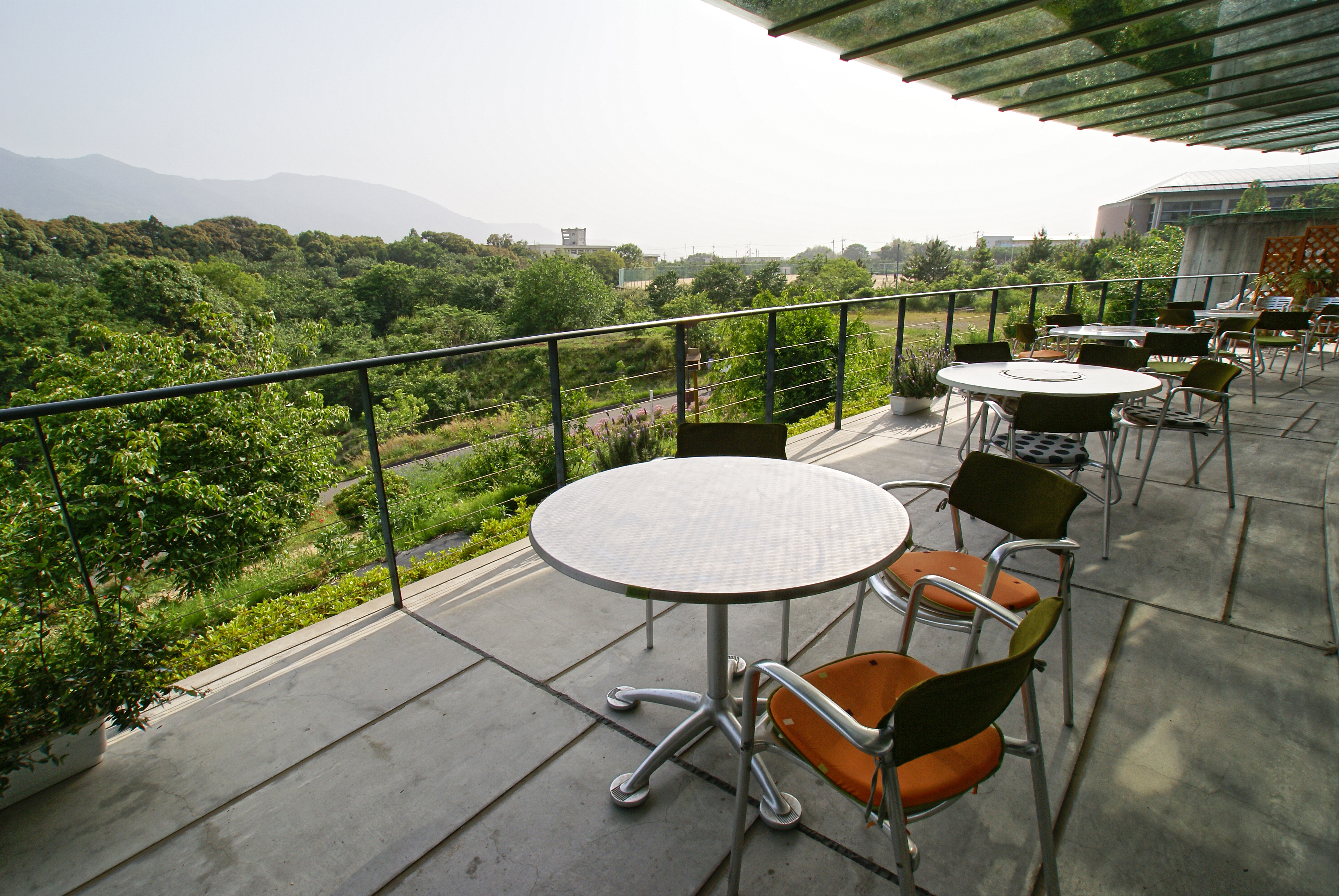
レストラン「華」

- レストラン「華」 - 健康創造をテーマとした野菜料理のバイキングレストラン。78席（うちテラス席28席）、南側のテラス席からは山並みと斜面下のふれあい農園の眺望が得られる。
- パン工房「ヒルベーカリー」 - 米粉パンを中心に製造販売。小麦パンもあり。

## 利用情報
- 開館時間 - 10～17時（12～2月は16時閉館）
- 休館日 - 毎週火曜（祝日の場合は翌日）、年末年始

## 建築概要
- 設計 - 黒川紀章
- 竣工 - 1999年2月
- 構造 - 1階建
- 敷地面積 - 6,825.30m2
- 建築面積 - 806.25m2
- 延床面積 - 955.85m2
- 所在地 - 〒649-6604　和歌山県紀の川市西野山473

## 交通アクセス
- 和歌山線 名手駅 徒歩20分(坂あり)

## 周辺情報
- 青洲の里 - 春林軒、フラワーヒルミュージアム、華岡青洲顕彰記念公園
- 旧名手宿本陣 - 華岡青洲の妻加恵の実家、国の重要文化財3棟、国の史跡
- 粉河寺 - 西国三十三所、国の重要文化財4棟
- 十禅律院